# Белый негр (эссе)
Белый негр: поверхностные размышления о хипстере (англ. The White Negro The White Negro: Superficial Reflections on the Hipster) — эссе Нормана Мейлера, которое принято считать основополагающим манифестом хипстеризма. Эссе было опубликовано летом 1957 года в журнале Dissent и вызвало широкий общественный резонанс.

## Содержание
Эссе состоит из шести разделов, в которых автор описывает свой взгляд на природу социального феномена «хипстеризма», характерного для Америки 1920—1950-х годов. К хипстерам автор относит молодых людей, которые, ввиду неприятия конформистской культуры, копируют модель поведения, свойственную афроамериканскому населению США. Речь идет не только о любви к джазу и свингу, о нарочито неопрятном внешнем виде или манере речи. Подражая выходцу из небезопасного «черного» района, хипстер живет так, словно каждый момент его жизни таит в себе некую угрозу. По этой причине он отказывается тратить драгоценное время на интеллектуальный труд и, следовательно, не ищет удовольствия от саморазвития, преследуя исключительно чувственный опыт и мгновенное удовлетворение своих базовых желаний.

«Поймать волну — означает коммуницировать, передавать свои сущностные ритмы другу, любовнику, просто окружающим людям, и, что не менее важно, ощущать при этом и ответные вибрации. Быть с кем-то на одной волне значит внутренне обогащаться. Хипстер „просекает“ это в том смысле, что невозможно постигнуть кого-либо или что-либо, не ощутив ритм внутренней вибрации объекта постижения. Помнится, как-то раз один мой чернокожий приятель на протяжении получаса вел интеллектуальную беседу с белой девушкой, у которой за плечами был колледж. Этот негр в буквальном смысле ни читать, ни писать не умел, но зато обладал удивительно чутким слухом и даром мимикрии под собеседника.»
Хипстер, согласно Мейлеру, представляет собой бунтаря, выступающего и против своих, и против чужих. Хипстер является натурой, склонной к агрессии и насилию и сконцентрированной единственно на своих желаниях. Он не только презирает социальные нормы, но и вовсе не способен думать о благе других людей. (С момента создания эссе содержание понятия «хипстер» значительно изменилось.)